# Cula I.C. Davani

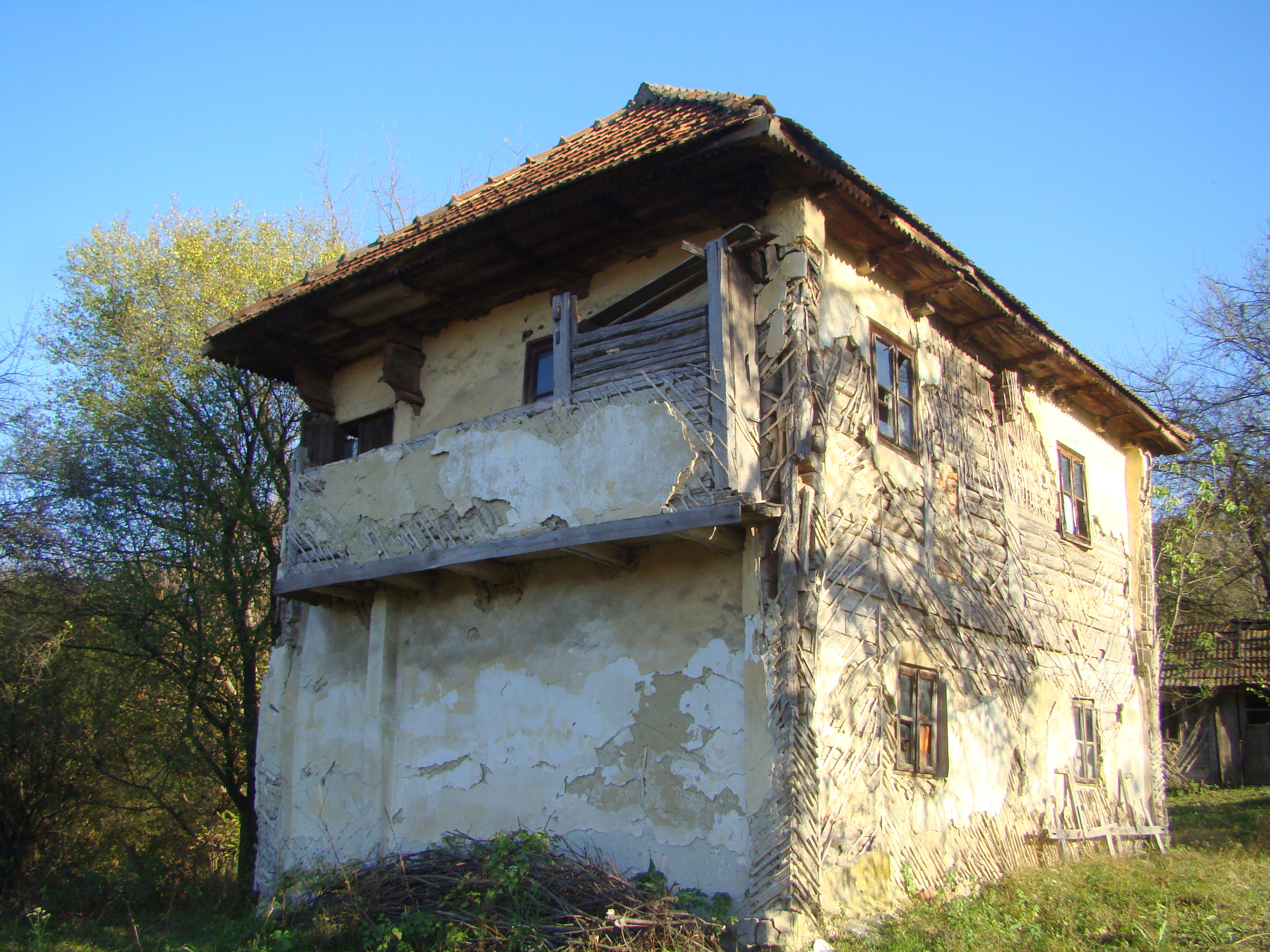
Cula I.C. Davani din Larga (octombrie 2018)

Cula I.C. Davani  este un monument istoric aflat pe teritoriul satului Larga, comuna Samarinești, județul Gorj.

## Istoric și trăsături
Conform lui Iancu Atanasescu, casa este cunoscută sub numele de Ion C. Săvoiu. În imediata ei apropiere există o bisericuță din lemn cu hramul Sfântul Nicolae, astăzi închisă pentru cult, ctitorită în anul 1826. Probabil, în jurul bisericii a existat un cimitir din care se mai păstrează o cruce care menționează numele inginerului hotarnic Costache Săvoiu și a soției, Maria.
Ultimul proprietar a fost învățătorul I. C. Săvoiu și soția sa, Teodora. Familia Săvoiu a deținut numeroase moșii în zona județului Gorj. De numele acestei familii se leagă construcția culei din satul Lupoaia (localitate aflată la circa zece kilometri de satul Larga), la sfârșitul secolului al XVIII –lea), cea mai spectaculoasă clădire de acest tip de pe Valea Motrului. Din păcate, cula nu s-a păstrat, ruinele ei fiind vizibile până în anul 1950. 
Clădirea este din lemn, cu două niveluri și acoperiș învelit cu țiglă. Parterul prezintă un beci și o săliță cu scară care face legătura cu etajul. Etajul este alcătuit din două camere și cerdac. Grinzile de lemn din cerdac sunt aproape identice cu cele din pridvorul bisericii de lemn din apropiere, ceea ce a determinat datarea culei  în cel de-al treilea deceniu al secolului al XIX-lea. La începutul secolului XX, cerdacul a fost închis cu un geamlâc, au fost deschise două ferestre, iar clădirea a fost tencuită. 
Biserica „Sfântul Nicolae”, de mici dimensiuni, este in formă de navă, din lemn, fară turle. În pridvorul descoperit se află o pisanie înrămată.

## Imagini

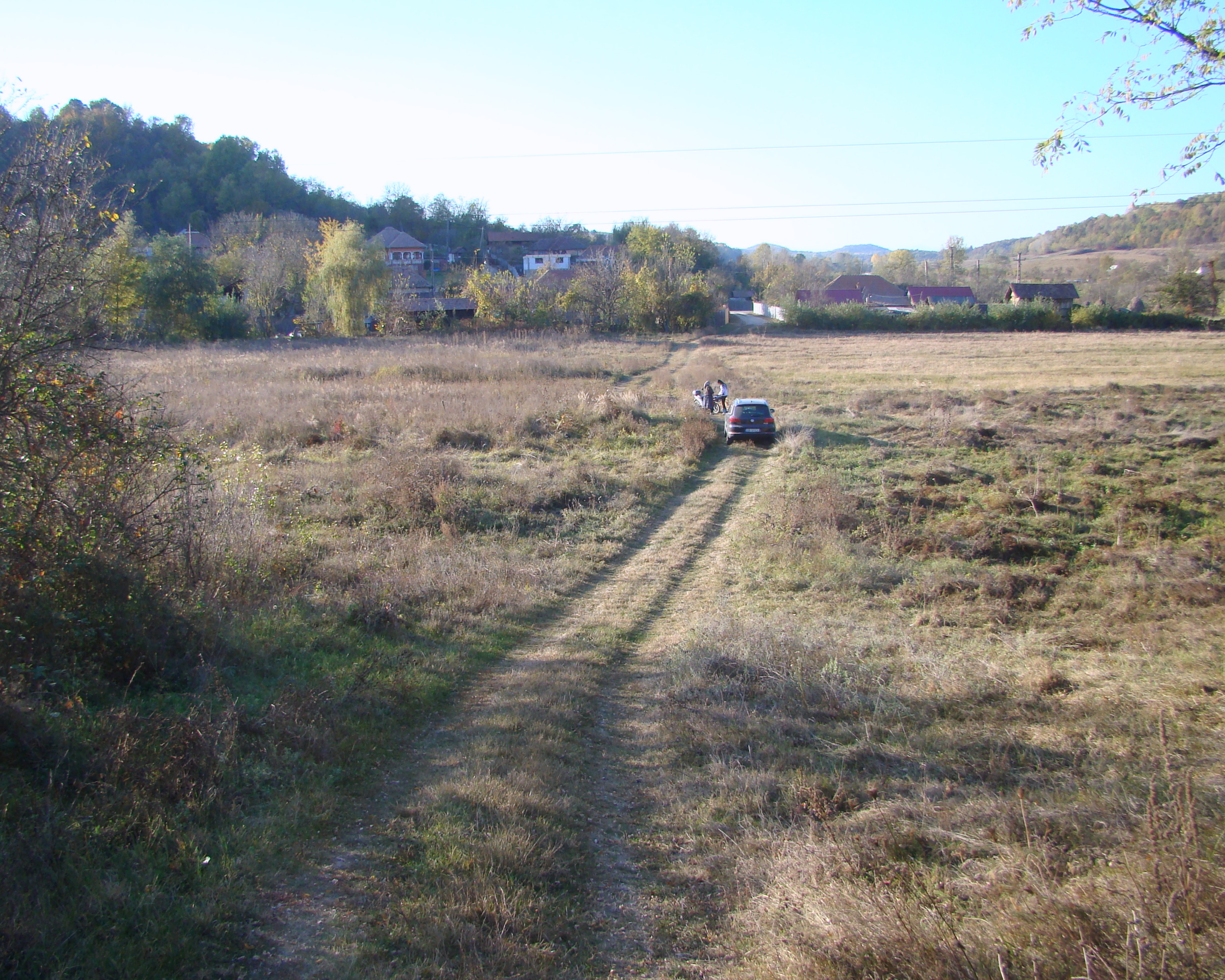
Drumul spre culă
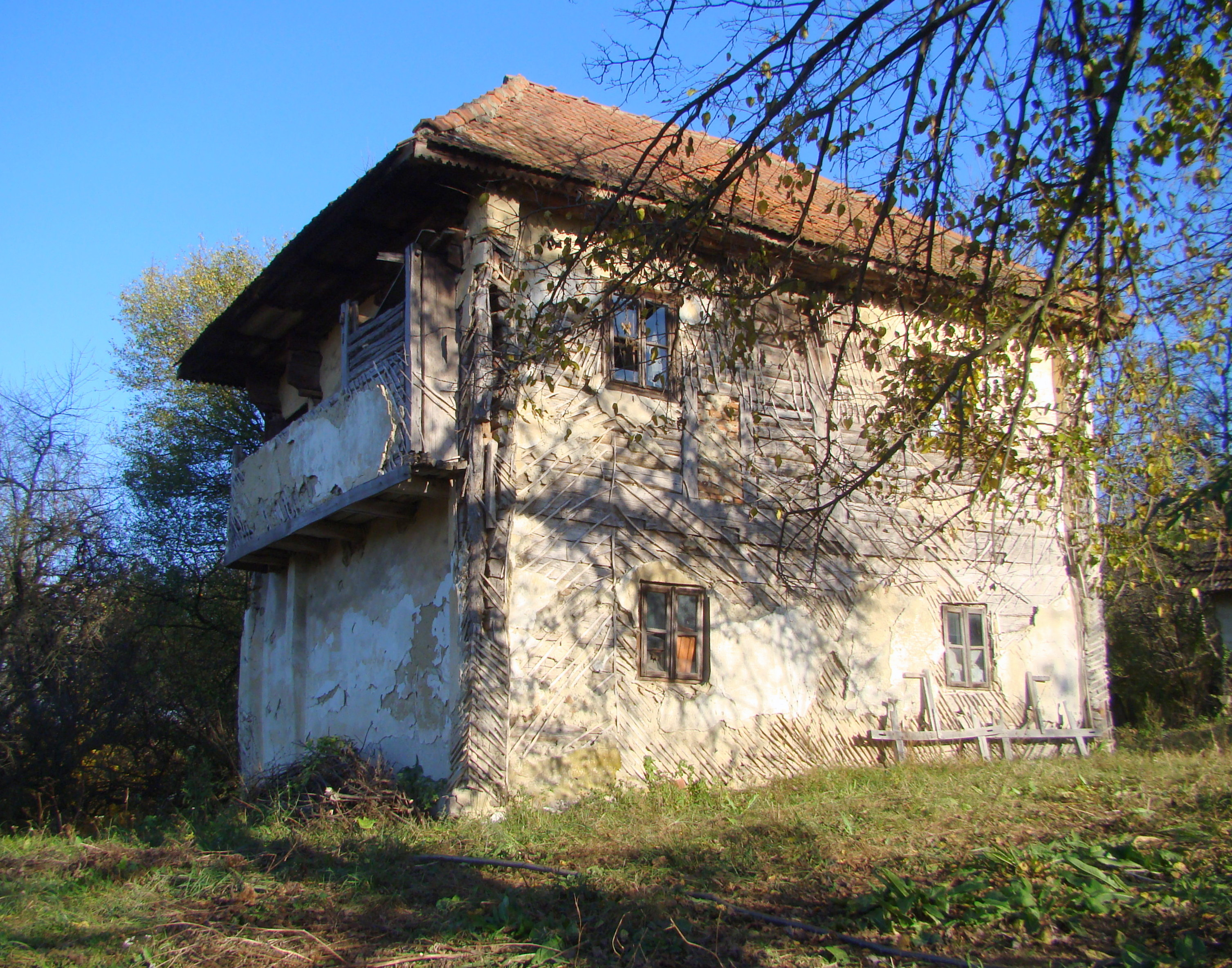
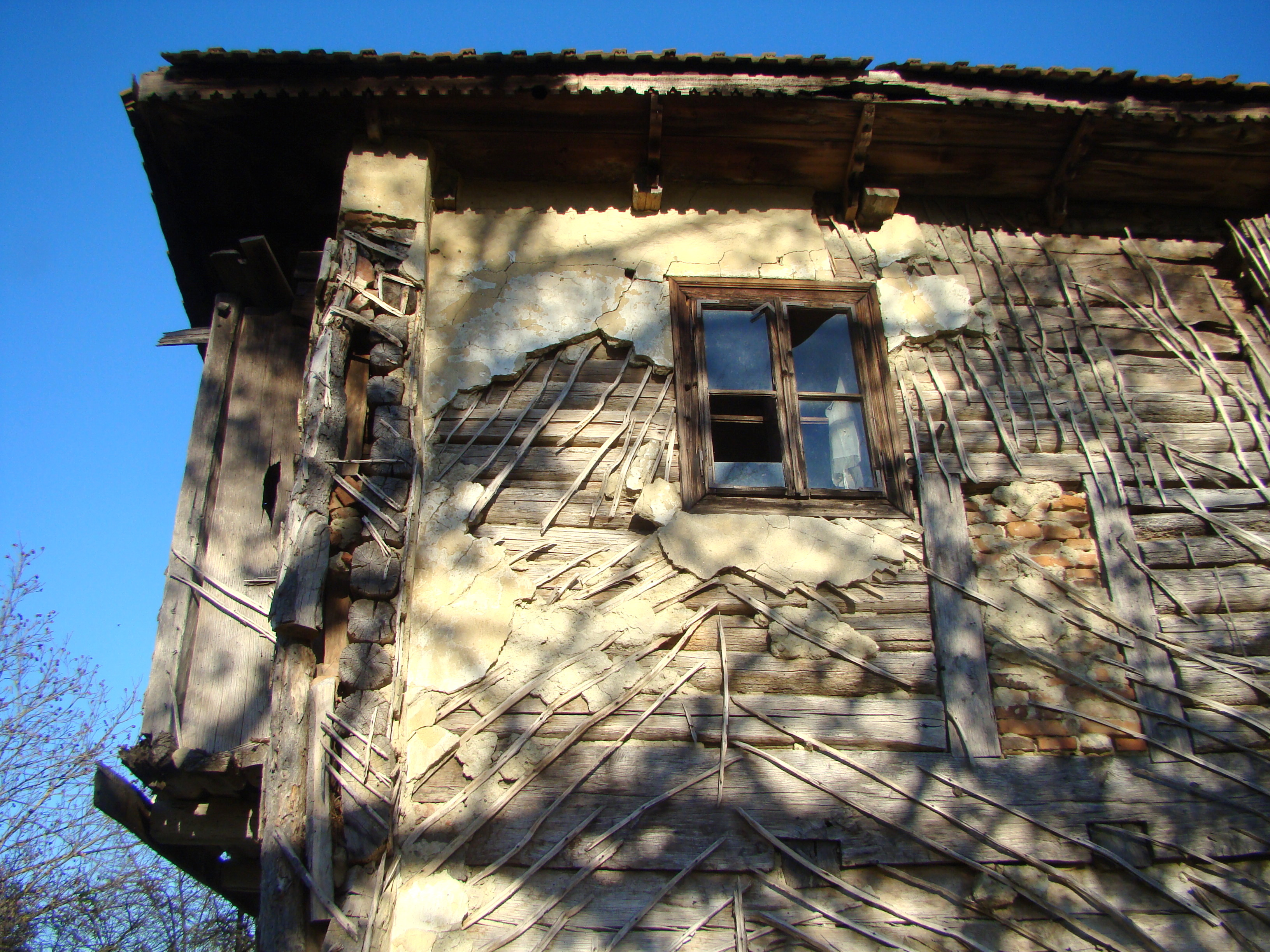
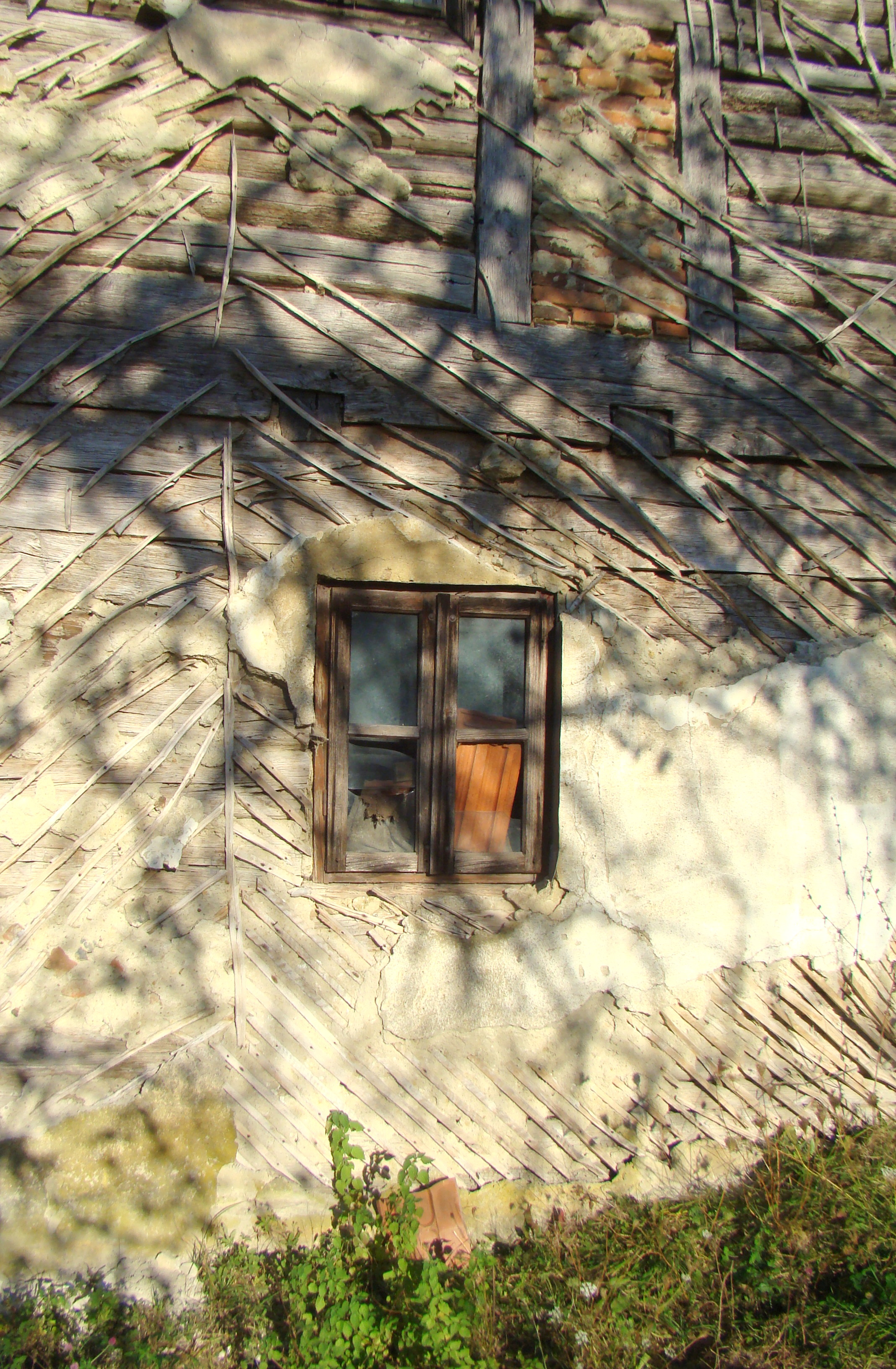
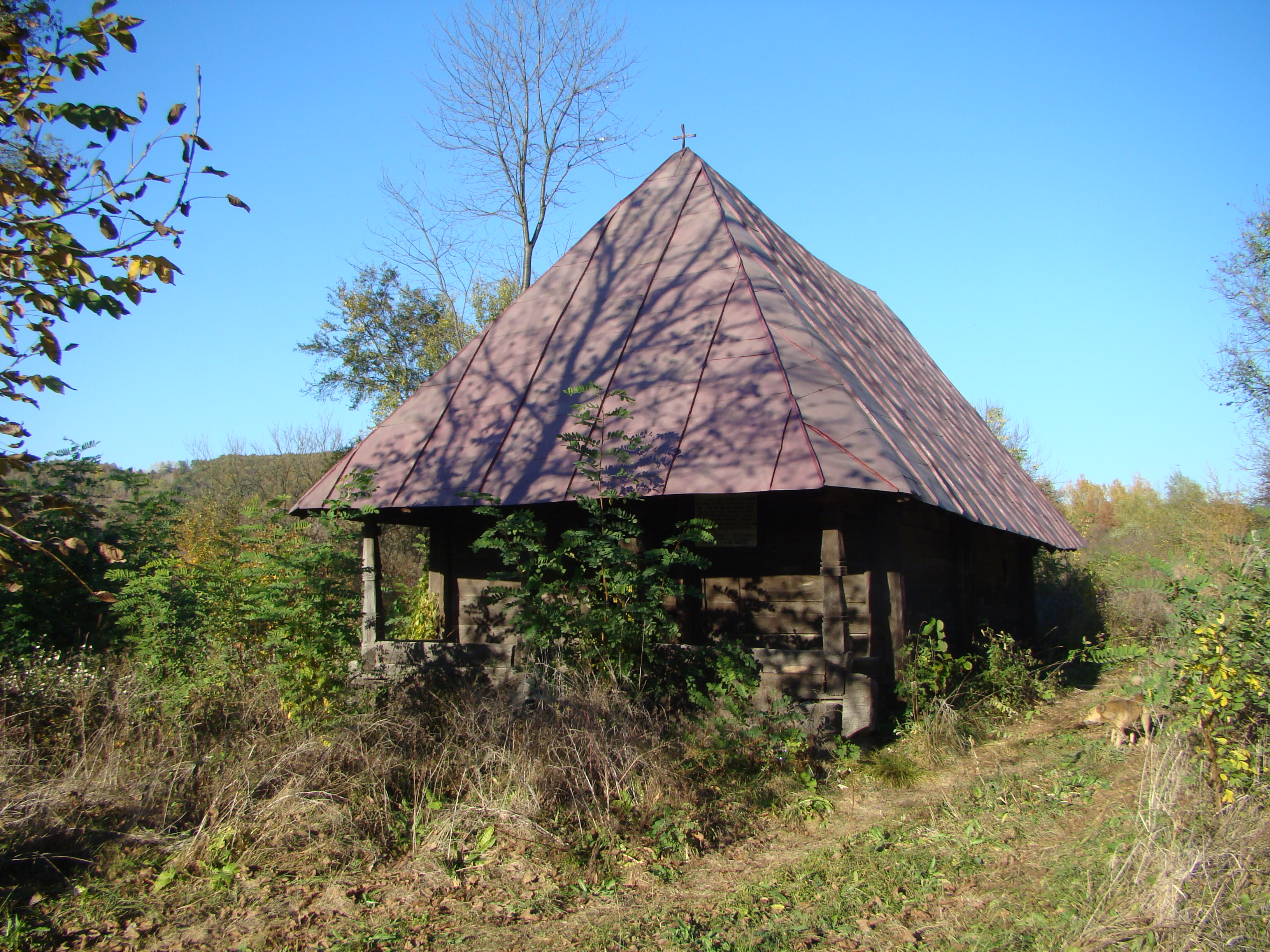
Biserica de lemn din Larga, Gorj